# Гасперина
Гасперѝна (на италиански: Gasperina) е село и община в Южна Италия, провинция Катандзаро, регион Калабрия. Разположено е на 489 m надморска височина. Населението на общината е 2124 души (към 2012 г.).